# Balala curvata
Balala curvata är en insektsart som beskrevs av Shen och Zhang 1995. Balala curvata ingår i släktet Balala och familjen dvärgstritar. Inga underarter finns listade i Catalogue of Life.